# Severní Hamgjong
Provincie Severní Hamgjong (korejsky 함경북도 – 咸鏡北道; Hamgjŏng-pukto) je nejsevernější z provincií Severní Koreje. Vznikla v roce 1896 a leží na severní polovině historické provincie Hamgjong. Na severu hraničí s Čínskou lidovou republikou, na západě s Rjanggangem, na jihozápadě s Jižním Hamgjongem, na jihu a východě s Japonským mořem a na severovýchodě se samostatně spravovaným městem Rasonem (to bylo v letech 2004-2010 její součástí). Celkem má provincie rozlohu 20 345 čtverečních kilometrů a v roce 2008 v ní žilo 2,3 milionu obyvatel. Jejím hlavním městem je Čchongdžin.
Administrativně se Severní Hamgjŏng člení na tři města Čchongdžin, Hörjŏng a Kimčchek a 12 okresů.